# 공중 발사 탄도 미사일

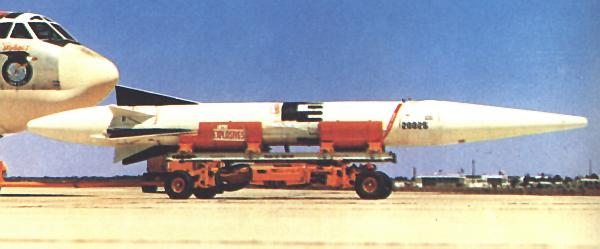
GAM-87 스카이볼트

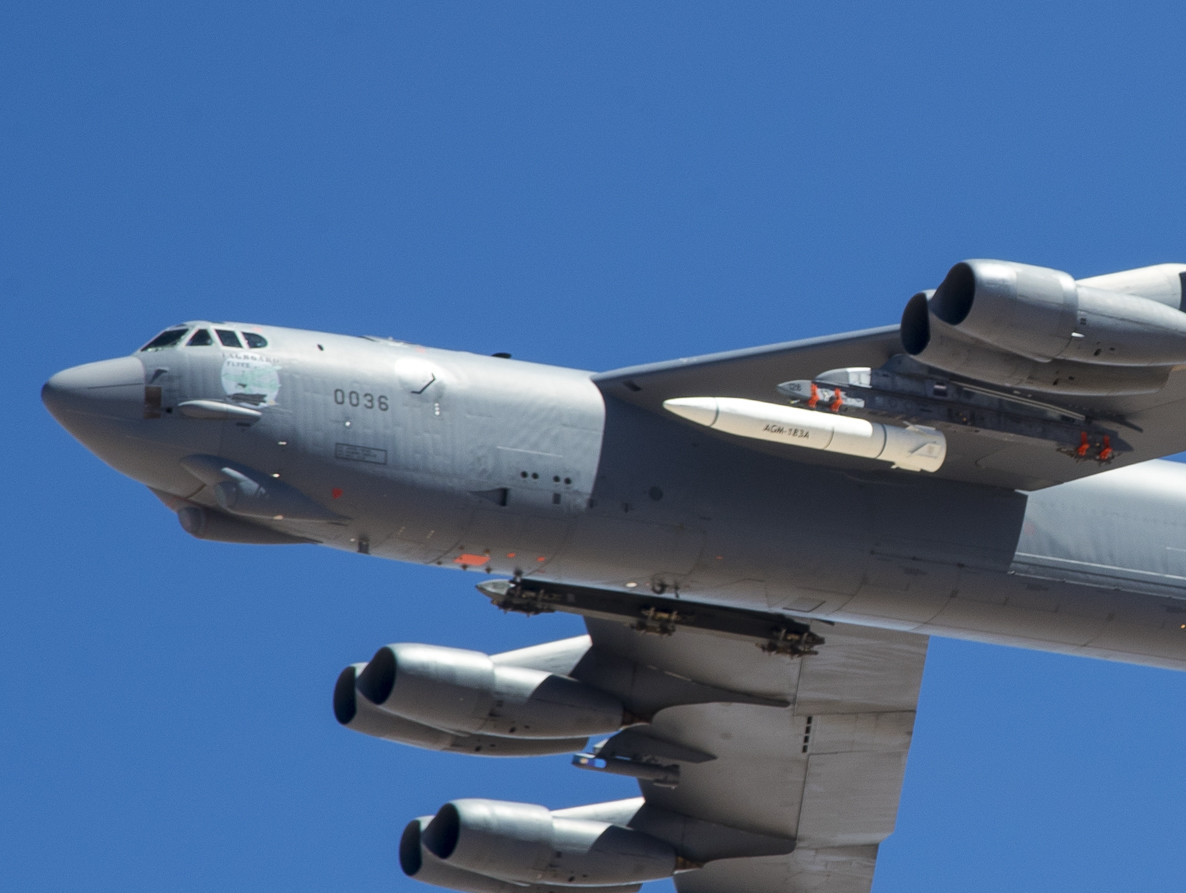
AGM-183 ARRW

공중 발사 탄도 미사일(Air-launched ballistic missile, ALBM)은 항공기에서 발사되는 탄도 미사일이다. ALBM을 사용하면 발사 항공기가 목표물로부터 장거리 거리를 유지하여 대공 미사일 및 요격 항공기와 같은 방어 무기의 범위를 훨씬 벗어날 수 있다. 역사적으로, 일단 발사된 미사일은 유능한 대탄도 미사일의 부족으로 인해 기본적으로 요격에 면역이 되었으며, 존재했던 소수의 미사일은 알려진 정적 위치로 제한되었다. 이러한 기능의 조합을 통해 전략 폭격기는 대공 방어를 개선하면 재래식 폭격기를 쓸모 없게 만드는 것처럼 보이는 시대에 신뢰할 수 있는 억제력이 있는 2차 공격 옵션을 제시할 수 있었다. 그러나 1990년대에 지대공 미사일 기술은 낮은 PoK에도 불구하고 도로 이동 시스템에서 그러한 무기(특히 최종 단계)를 요격할 수 있을 정도로 혁신되었다. 21세기 초까지 여러 국가의 유능하고 전용적인 ABM 시스템이 상당수 배치되었으며(업그레이드된 MIM-104 패트리어트 및 S-300, 사드, SM-3 및 S-400을 포함한 예 포함), 극초음속 활공체는 이러한 시스템을 관통하고 탄도 미사일의 능력을 유지한다.
ALBM 개념은 대규모 폭격기 함대의 유용성과 생존성을 보장하기 위한 방법으로 미국에서 연구되었다. WS-199 노력의 일환으로 여러 실험 설계를 테스트한 후 미 공군은 사거리가 약 1,150마일(1,850km)인 GAM-87 스카이볼트 미사일의 개발을 시작했다. 전략 폭격기에 의존하는 유일한 주요 부대는 V 폭격기 함대를 무장하기 위해 스카이볼트를 선택한 영국 공군이었다. 소련은 전략전력을 대륙간 탄도 미사일(ICBM)로 직접 옮겼다.
스카이볼트는 궁극적으로 몇 가지 주요 테스트에 실패했지만 미 해군의 UGM-27 폴라리스는 동일한 장점과 그 이상을 제공했다. 스카이볼트가 취소되면서 스카이볼트 위기가 발생하고 나소 계약의 일환으로 폴라리스를 영국 해군에 판매하기로 합의했다. 이 개념은 ICBM 탄두가 지상에 있는 다른 ICBM을 공격할 수 있을 만큼 정확해지기 시작한 1970년대까지 거의 활발하게 개발되지 않았다. 미국은 화물 항공기에서 투하된 기존 미사일 설계를 사용하여 여러 가지 실험을 수행했지만 궁극적으로 이 연구 계열을 완전히 포기했다. 미국은 더 이상의 전략적 ALBM 개발을 수행하지 않았으며 이 종류의 미사일은 적극적으로 사용된 적이 없다.

## 같이 보기
- 공중발사순항미사일